# Sound Horizon
Sound Horizon（サウンドホライズン）は、サウンドクリエイター、Revoが主宰する日本の音楽ユニット。略称は「サンホラ」または「SH」。他作品とのコラボレーションを専門とする別名義に「Linked Horizon（リンクトホライズン）」がある。

## 概要
Revo個人のウェブサイトを前身とし、2001年末より同人音楽サークルとして活動を開始。2004年にベルウッドレコード所属アーティストとしてメジャーデビュー。のちにキングレコードに所属を変え、2011年10月よりポニーキャニオンに所属。一部は他のレーベルから発売された作品もある。
自らを「幻想楽団」と称し、物語性のある歌詞と組曲的な音楽形式による「物語音楽」を主な作風とする。作品は“Story CD”と銘打たれたコンセプト・アルバム群を主軸に展開しており、物語の細部や結末はあえて曖昧にされていることが多い。これについてRevoは自身のサイト上、及びコンサートのMC・インタビューなどで「人それぞれの解釈を楽しんでもらいたい」と語っており、PVやアルバムのコンサートツアーにおいては演出担当にRevoとは別のスタッフを招き、「解釈の一つとして見て欲しい」という形態をとっている。
歴史をテーマに掲げている作品も多く、楽曲の中には世界各国の言語などが用いられ、地名を捩ったもの、あるいは実在する地名が使われている。登場キャラクターの中にも、実在した歴史上の人物がモデルになっているものがある。
歌詞や登場人物の繋がり、アルバムを超えて意図的に同じ旋律やフレーズが使われているなど、楽曲や旋律に仕掛けが施されている。各CDのパッケージやブックレットに仕掛けも多くみられ、歌詞の読み替えをはじめ、歌詞が絵本の挿絵のような影絵になっていたり、あえて歌詞が書かれていない部分なども数多く存在する。また、CDのケースを分解すると暗号やメッセージが出てくるなど、隠し要素としてパッケージやブックレットの中に謎解き要素やメッセージが仕掛けてある事も多い。隠しボーナストラックなどの仕掛けは同人時代から存在するが、『少年は剣を…』以降、キングレコードに所属していた頃にリリースしたシングルやアルバムにはケース及びブックレットなどに特設サイトへのURLが隠れているものもあり、謎解きをする事でボーナストラック音源がダウンロードできるというおまけ要素も存在した。ポニーキャニオンに移籍した以降はキングレコード内にあった特設サイトが閉鎖されたため、現在は閲覧不可能となっている。また、CDの発売情報やライブの開催情報などを発表する際にも、公式HP、Revo本人のサイト、LINEの公式アカウント、Twitterの公式アカウントなどから「謎解き」要素が盛り込まれたメッセージを発信する事もある。
ジャケットイラストやブックレットの挿絵、各ストーリーCDのキャラクターデザインは、メジャーデビュー以前の作品から現在に至るまでyokoyanが手がけている。
2012年6月、他作品とのコラボレーションを専門とする新プロジェクトとして「Linked Horizon（リンクトホライズン）」を発表。

### 編成
自主制作初期の作品ではRevo自身による楽器演奏や打ち込み音楽を中心としていたが、『Thanatos』以降の作品では、AramaryやJimangによるボーカルと「語り」と呼ばれるナレーションや台詞が入るようになり、『Chronicle 2nd』以降はサポートメンバーを起用している。
Aramary脱退後の2006年春、第2期活動からは「Revoソロプロジェクト」となり、歌手や奏者については特定せずに必要に応じて編成する形態をとっている。ボーカルやナレーション、複数の役をAramaryがメインで担当していた第1期に対し、第2期では複数の新しい歌い手・語り部分に歌手や声優などを起用し、それぞれ役割分担がなされている。

## メンバー
必要に応じて多様な歌手や奏者、ダンサー、声優、役者等を起用しており、Jimangをはじめ、多数のCDやコンサートに出演している者もいるが、あくまでゲストとしての参加形態となっている。具体的な参加メンバーは、各CDやコンサートの項目を参照。
メイン
Revo
ストーリー原案、作詞、作曲、編曲、ギター、キーボード、アコーディオン、ボーカル、語りなどを担当。Sound Horizonの楽曲にボーカル・語り担当として参加する際は「似て非なる人々」として各ストーリーCDのキャラクターに扮した名義で参加している。

共同制作メンバー
yokoyan
メジャーデビュー以前の第1作目からジャケットやブックレットなどを始めとしたイラストレーション関係を担当。

旧メンバー
Aramary
ボーカル、コーラス、ボイスを担当。メジャーデビュー以前の『Thanatos』から『Elysion 〜楽園幻想物語組曲〜』までのメインボーカル及びナレーションを務めた。第1期終了と同時に脱退。

### サポートメンバー
参加声優を含め各アルバム・シングル毎に編成が異なるため、それぞれ該当作品のリンク先を参照。
初期の自主制作CDについては同項目の「#自主制作CD」の欄に記載。

## 来歴
2023年
- 6月24日：『絵馬に願ひを！ (Full Edition)』をリリース。※同年3月15日発売予定からの延期

## ライブ・コンサート

### 公演形式
Sound Horizonのライブコンサートは、公演形式から主に以下の二種類に分類される。
アルバムコンサート
主にStory CDの発売直後に開催される、いわゆる「レコ発公演」。楽曲の世界観をそのまま舞台に再現することをテーマとしており、歌手・ナレーター・演奏者らは極力オリジナルメンバーで構成される。主要な登場人物は配役の歌手本人が演じ、それ以外の登場人物についても舞台俳優が起用され、ミュージカル的な側面が強い。
紗幕や迫りなどの大掛かりな舞台装置も使用することから、会場は主に座席付きの大型コンサートホールが選択される。

領土拡大遠征
CD発売の合間を縫って行われる、作品の世界観に囚われない形式の公演。Revoの誕生日に合わせて行われる「国王生誕祭」や、2011年に行われた「領土復興遠征」、2013年に行われたRevo名義の曲やLinked Horizonの曲も合わせて披露された「Revo's Halloween party」もこの形式に分類される。セットリストはアルバムの枠を超えて構成され、歌手やアレンジの変更による別バージョン曲や、アルバム未収録の新曲が披露されることも多い。

### Sound Horizon Kingdom
コンサートや広報活動においては、ファン参加型の演出として「移動王国 Sound Horizon Kingdom」という概念を用いている。
これは、ラジオ番組「こむちゃっとカウントダウン」におけるRevoの発言（詳細はRevo個人の項を参照）に端を発し、演出家からの提案により2006〜2007年の『Roman』のコンサートツアーから公式に使用されるようになったものである。
国王は「Revo一世」、国民はファンで、領土は“国民一人一人の心の中”にあり、それゆえ国体は一定の領土を持たない「移動王国」、事務所サイドは「宮内庁」、ライブツアー形式の公演は「第○次領土拡大遠征」と設定されており、コンサート等のイベント開催時は、イベント名と日付を記した「入国証明印」が毎回会場内に設置され、公式グッズとして販売されているパスポートに記念として押印することができる。また、物販コーナーでの遊び心として価格表示を「キングダム（設定上の通貨）」、グッズ類ではTシャツなど身につけるものに「守備力+5」、お菓子などの食べ物類に「空腹度-40」など、それぞれロールプレイングゲームのようなステータス表記がされており、それらは公式サイトでのライブ・コンサートツアーのグッズ告知や物販コーナーの販売物一覧などに小ネタとして記載されている。
2007年夏には国歌（テーマソング）として「栄光の移動王国 -The Glory Kingdom-」が制定され、以降、公演の締めに観客が斉唱する事が多い。歌詞は一般公募によって集められたフレーズを元にRevoが作詞したものであり、2009年春には同様にスタッフからの案を元にした二番が追加、更に2011年夏の「第一次領土復興遠征」ではフルコーラスの楽曲として完成した。

## ディスコグラフィ
収録曲の詳細が書かれていない作品についてはリンク先の各項目を参照。
Revo個人名義での参加作品は「Revo」の項目、Linked Horizon名義での参加作品は「Linked Horizon」の項目を参照。

### 自主制作CD
メジャーデビュー以前に制作されたアルバム。イベントやショップ限定で販売されたものが殆どであり、全て廃盤。
それぞれボーナストラック（原曲の逆再生曲やPC用サウンドなど）がCD EXTRAのデータトラックとして同梱され、PCから直接フォルダを開くことで視聴することが可能。

### メジャーリリース

#### シングル
| 枚  | 発売日                                  | タイトル                   | 規格品番              | 規格品番              | 規格品番   | 最高位 |
| 枚  | 発売日                                  | タイトル                   | 初回限定盤            | 通常盤                | Re:Master  | 最高位 |
| --- | --------------------------------------- | -------------------------- | --------------------- | --------------------- | ---------- | ------ |
| 1st | 2006年10月4日 2020年8月26日(Re:Master)  | 少年は剣を…                | -                     | KDSD-111              | KICM-2056  | 9位    |
| 2nd | 2007年8月1日 2020年9月30日(Re:Master)   | 聖戦のイベリア             | KICM-91208            | KICM-1208             | KICM-2057  | 8位    |
| 3rd | 2010年6月16日 2020年10月21日(Re:Master) | イドへ至る森へ至るイド     | KICM-91311            | KICM-1311             | KICM-2058  | 2位    |
| 4th | 2013年10月9日 2020年10月30日(Re:Master) | ハロウィンと夜の物語       | PCCA-03901            | PCCA-03902            | PCCA-04968 | 3位    |
| 5th | 2014年10月1日 2020年11月25日(Re:Master) | ヴァニシング・スターライト | PCCA-04089 PCCA-04090 | PCCA-04091 PCCA-04092 | PCCA-04969 | 3位    |

#### アルバム

##### オリジナルアルバム
| 枚  | 発売日                                  | タイトル                                  | 規格品番               | 規格品番   | 規格品番   | 最高位 |
| 枚  | 発売日                                  | タイトル                                  | 初回限定盤             | 通常盤     | Re:Master  | 最高位 |
| --- | --------------------------------------- | ----------------------------------------- | ---------------------- | ---------- | ---------- | ------ |
| 1st | 2004年10月27日 2020年7月29日(Re:Master) | Elysion -楽園への前奏曲-                  | -                      | BZCS-5004  | BZCS-5033  | 35位   |
| 2nd | 2005年4月13日 2020年7月29日(Re:Master)  | 4th Story CD Elysion 〜楽園幻想物語組曲〜 | -                      | BZCS-5006  | BZCS-5034  | 29位   |
| 3rd | 2006年11月22日 2020年8月26日(Re:Master) | 5th Story CD Roman                        | KICS-91286             | KICS-1286  | KICS-3931  | 19位   |
| 4th | 2008年9月3日 2020年9月30日(Re:Master)   | 6th Story CD Moira                        | KICS-91363             | KICS-1363  | KICS-3932  | 3位    |
| 5th | 2010年12月15日 2020年9月30日(Re:Master) | 7th Story CD Märchen                      | KICS-91630             | KICS-1630  | KICS-3933  | 2位    |
| 6th | 2015年4月22日 2020年11月25日(Re:Master) | 9th Story CD Nein                         | PCCA-04161 PCCA-040162 | PCCA-04163 | PCCA-04970 | 2位    |

##### ベストアルバム
| 枚  | 発売日        | タイトル               | 規格品番    | 最高位 |
| --- | ------------- | ---------------------- | ----------- | ------ |
| 1st | 2012年4月13日 | Chronology [2005-2010] | KIZC-149/51 | 4位    |

### DVD & Blu-ray
| 枚  | 発売日        | タイトル                                                                                      | 備考 | 最高位 |
| --- | ------------- | --------------------------------------------------------------------------------------------- | --- | ------ |
| 1st | 2006年3月8日  | Elysion 〜楽園パレードへようこそ〜 (DVD)                                                      | 4th Story CD「Elysion 〜楽園幻想物語組曲〜」のライブDVD 2005年7月24日/9月19日のなかのZEROホールの公演を収録 ジャケットカラーは白・黒・赤の全3種 | 11位   |
| 2nd | 2007年4月25日 | Sound Horizon Concert Tour 2006-2007 Roman 〜僕達が繋がる物語〜 (DVD)                         | 5th Story CD「Roman」のライブDVD 2007年1月8日の東京厚生年金会館の公演を収録                                                                     | 17位   |
| 3rd | 2009年3月25日 | Sound Horizon 6th Story Concert Moira 〜其れでも、お征きなさい仔等よ〜 (DVD)                  | 6th Story CD「Moira」のライブDVD 2009年1月9日の東京JCB HALLの公演を収録                                                                         | 10位   |
| 4th | 2009年12月9日 | 第三次領土拡大遠征凱旋記念 国王生誕祭 2009.06.26,27 (DVD/Blu-ray)                             | 各日毎のライブ映像を収録したDVD/Blu-ray作品 2日間の映像をセットにした「コンプリートDVDボックス」も発売                                          | 7位    |
| 5th | 2010年3月24日 | Sound Horizon 5th Anniversary Movie 「Across The Horizon」 (DVD/Blu-ray)                      | 国王生誕祭のライブ映像を編集した2009年公開の映画作品を収録                                                                                      | 53位   |
| 6th | 2011年7月27日 | Sound Horizon 7th Story Concert Märchen 〜キミが今笑っている、眩いその時代に…〜 (DVD/Blu-ray) | 7th Story CD「Märchen」のライブDVD/Blu-ray 2011年1月に行われたパシフィコ横浜・国立大ホールの公演を収録                                          | 6位    |
| 7th | 2014年6月18日 | The Assorted Horizons (DVD/Blu-ray)                                                           | メジャーデビュー10周年記念作品 2013年10月26日に開催された「Revo's Halloween party」や過去の未公開ライブ映像などを収録                           | 3位    |
| 8th | 2016年1月20日 | Sound Horizon 9th Story Concert Nein 〜西洋骨董屋根裏堂へようこそ〜 (DVD/Blu-ray)             | 9th Story CD「Nein」ライブDVD/Blu-ray 特典付きの「完全受注限定生産コンプリート超デラックス盤」も発売                                            | 5位    |
| 9th | 2020年1月13日 | 7.5th or 8.5th Story BD 絵馬に願ひを! (Prologue Edition) (Blu-ray)                            | 「Story」シリーズとしては初の映像作品としてのリリース 選択肢を選ぶことで物語や楽曲が変わる仕掛けを搭載                                          | 1位    |

### 書籍

#### コミカライズ作品
- 『白銀の矢』（画：竹下けんじろう、講談社・コミックボンボン2006年10月号増刊号「アブラカダブラ」掲載[注 7]、読み切り）
原作曲は「恋人を射ち堕とした日」。単行本未収録だが、竹下自身による同人誌（コミックマーケット84発行）にて再録。

- 『Ark』（画：桂遊生丸、集英社・ウルトラジャンプ2006年12月号-2007年1月号連載）
単行本未収録。初出は前後編で掲載され、後にウルトラジャンプ2016年1月号の付録小冊子にて再録。

- 『Roman』（画：桂遊生丸、集英社・ウルトラジャンプ2007年5月号-2008年11月号連載、単行本全2巻）
  1. 2008年4月23日第1刷発行（4月18日発売）、ISBN 978-4-08-877406-0
  2. 2009年1月24日第1刷発行（4月19日発売）、ISBN 978-4-08-877555-5

- 『Elysion 二つの楽園を廻る物語』（画・木下さくら、解釈・構成・十文字青、角川書店・月刊Asuka、単行本全2巻）[4]
  1. 2015年10月26日第1刷発行（10月21日発売）、ISBN 978-4-04-103575-7
  2. 2016年5月26日第1刷発行（5月26日発売）、ISBN 978-4-04-104164-2

- 『旧約Märchen』（画・ソガシイナ、講談社・月刊少年シリウス2015年9月号-連載中[注 8]、単行本2巻）
  1. 2016年7月8日第1刷発行、ISBN 978-4-06-358834-7
  2. 2018年2月7日第1刷発行、ISBN 978-4-06-510878-9

- 『新約Märchen』（画・鳥飼やすゆき、講談社・少年マガジンエッジ、単行本全5巻）
  1. 2016年5月17日第1刷発行、ISBN 978-4-06-391007-0
  2. 2017年2月17日第1刷発行、ISBN 978-4-06-391063-6
  3. 2017年11月16日第1刷発行、ISBN 978-4-06-510486-6
  4. 2019年1月17日第1刷発行、ISBN 978-4-06-514420-6
  5. 2020年3月17日第1刷発行、ISBN 978-4-06-518508-7

- 『ヴァニシング・スターライト』（画：有坂あこ、解釈・構成・時田とおる、KADOKAWA・月刊少年エース、単行本全2巻）
  1. 2016年8月26日発売、ISBN 978-4-04-104539-8
  2. 2017年7月25日発売、ISBN 978-4-04-105093-4

- 『Nein 〜9th Story〜』（複数作家によるオムニバス形式、KADOKAWA・ヤングエース、単行本全3巻）
  1. 2016年12月24日発売、ISBN 978-4-04-105051-4、画：有坂あこ、渡太一（ゼロワン）、古海鐘一、神江ちず
  2. 2017年6月24日発売、ISBN 978-4-04-105361-4、画：Jay.、有坂あこ、加藤よし江
  3. 2017年7月25日発売、ISBN 978-4-04-105463-5、画：木乃ひのき（協力：藤森ゆゆ缶）、雪村ゆに、有坂あこ

- 『Moira』（画：桂遊生丸、集英社・ウルトラジャンプ2016年1月号 - 休載中）

#### ノベライズ作品
- 『Elysion 二つの楽園を廻る物語』（著：十文字青、装画：左、角川書店、上下巻）[4]
  1. 2015年2月14日発売、ISBN 978-4-04-102583-3
  2. 2015年6月27日発売、ISBN 978-4-04-103092-9

- 『Roman 冬の朝と聖なる夜を廻る君の物語』（著：時田とおる、装画：有坂あこ、角川書店、上下巻）
  1. 2016年2月3日発売、ISBN 978-4-04-103606-8
  2. 2016年7月2日発売、ISBN 978-4-04-103605-1

- 『ヴァニシング・スターライト』（著：十文字青、装画：左、角川書店、全2巻）
  1. 2016年8月26日発売、ISBN 978-4-04-104173-4
  2. 2017年6月26日発売、ISBN 978-4-04-105183-2

#### ライブ写真集
- Triumph 〜第二次領土拡大遠征の軌跡〜（2008年2月8日、ライブツアー「第二次領土拡大遠征」を収録したDVDも付属）
- Memorial Issue「Sound Horizon 7th Story Concert Märchen 〜キミが今笑っている、眩いその時代に…〜」（2011年5月20日）
- Memorial Issue「The Great Hope of the Territorial Revival」（2011年12月10日）

### その他参加作品
- ねとらん者 THE MOVIE #1 ネットのすみでブログと叫ぶ! - エンディングテーマ「LiNK」[注 9]

### アルバム未収録曲
主にコンサート及びライブ限定の楽曲。一部は各公演の映像ソフトに収録されている。この他にも歌詞やバージョン違いなど多数存在する。
- 栄光の移動王国 -The Glory Kingdom-
Sound Horizon Kingdomの国歌。歌詞は一般公募によって集められたフレーズを元にRevoが作詞。2009年にはスタッフからの案を元にした二番の歌詞が追加され、2011年にフルコーラスの楽曲として完成。アルバムには未収録だが、DVD等に収録されている。
- 海を渡った征服者達（コンキスタドーレス）
『聖戦のイベリア』に連なる、コンキスタドール達の物語を歌った楽曲。語り手に大塚明夫も参加。
- 冬の伝言
ボーカルはHiver Laurant。『Roman』収録曲「11文字の伝言」へのアンサーソング。
- 遺言
ライブイベント「国王聖誕祭」に集ったファンに対し、Revoが感謝と一期一会の気持ちを込めたメッセージソング。
- 天駆ける翼獅子（リオン）
マスコットキャラクターである有翼獅子“リオン”のテーマソング。リオンの原型はキングレコード社内のヒット賞受賞者に対して与えられる獅子型のトロフィーから。
- コスモポリタン・ナポリタン
Revoやバンドメンバーが扮する謎の音楽ユニット「イタリア兄弟」の持ち歌の一つ。
- TNG
『Märchen』からのスピンアウト作品。曲名の「TNG」はIdolfried Ehrenbergの口癖である「低能が（Tei Nou Ga）」の略。
- Revive
「第一次領土復興遠征」のテーマソング。歌詞は一般公募によって集められたフレーズを元にRevoが作詞し、公式サイト上で音源が配信された。メインフレーズを元に、大幅なプログレッシブアレンジを加えたインストゥルメンタル曲「Prayer」も存在する。

## 出演
Revo個人名義で出演しているものは「Revo」の項目、Linked Horizonとして出演しているものは「Linked Horizon」の項目に記載。

### テレビ番組
- Sound Horizon 5th Anniversary Program Across The Horizon Special（2009年12月9日、MUSIC ON! TV）

### ラジオ
- メジャーデビュー5周年記念特別番組「Sound Horizon on the Radio」（2009年11月9日・11月16日、 Nack5）
- Sound Horizon ラジオから繋がる物語（2010年2月28日、TBSラジオ）

### 映画
- Sound Horizon 5th Anniversary Movie 『Across The Horizon』（2009年11月）
- 7th Story Concert Märchen 〜キミが今笑っている、眩いその時代に…〜（2011年3月）
- Sound Horizon 10th Anniversary Movie 『The Assorted Horizons』（2014年6月）
- 9th Story Concert Nein 〜西洋骨董屋根裏堂へようこそ〜（2015年10月）